# Pontia
Genre
Pontia est un genre de lépidoptères (papillons) de la famille des Pieridae et de la sous-famille des Pierinae.

## Systématique
Le genre Pontia a été créé par l'entomologiste danois Johan Christian Fabricius en 1807. Son espèce type est Papilio daplidice Linnaeus, 1758.
Pontia Fabricius, 1807 a les synonymes suivants :
- Mancipium Hübner, [1807] (nom rejeté)
- Synchloe Hübner, [1818]
- Mancipium Stephens, 1827
- Parapieris de Nicéville, 1897
- Leucochloe Röber, 1907
- Pontieuchloia Verity, 1929

## Liste des espèces et distributions géographiques
D'après FUNET Tree of Life (26 mai 2019) :
- Pontia daplidice (Linnaeus, 1758) — la Piéride du réséda ou le Marbré-de-vert — Afrique du Nord, Sud-Ouest de l'Europe, Asie.
- Pontia edusa (Fabricius, 1777) — le Marbré de Fabricius ou le Marbré-de-vert oriental — Europe centrale et orientale, Sibérie tempérée, Moyen-Orient.
- Pontia callidice (Hübner, 1800) — la Piéride du vélar ou le Veiné-de-vert — montagnes d'Europe (Pyrénées, Alpes) et d'Asie (Asie Mineure, Himalaya, etc.), Sibérie arctique.
- Pontia chloridice (Hübner, 1808) — le Marbré kurde — Balkans, Asie.
- Pontia glauconome (Klug, 1829) — le Marbré du désert — de la moitié nord de l'Afrique à l'Asie centrale.
- Pontia helice (Linnaeus, 1764) — Sud et Est de l'Afrique.
- Pontia distorta (Butler, [1886]) — Afrique de l'Est.
- Pontia beckerii (Edwards, 1871) — Ouest de l'Amérique du Nord.
- Pontia sisymbrii (Boisduval, 1852) — Ouest de l'Amérique du Nord.
- Pontia protodice (Boisduval & Leconte, [1830]) — Amérique du Nord et centrale.
- Pontia occidentalis (Reakirt, 1866) — Ouest et Nord de l'Amérique du Nord.

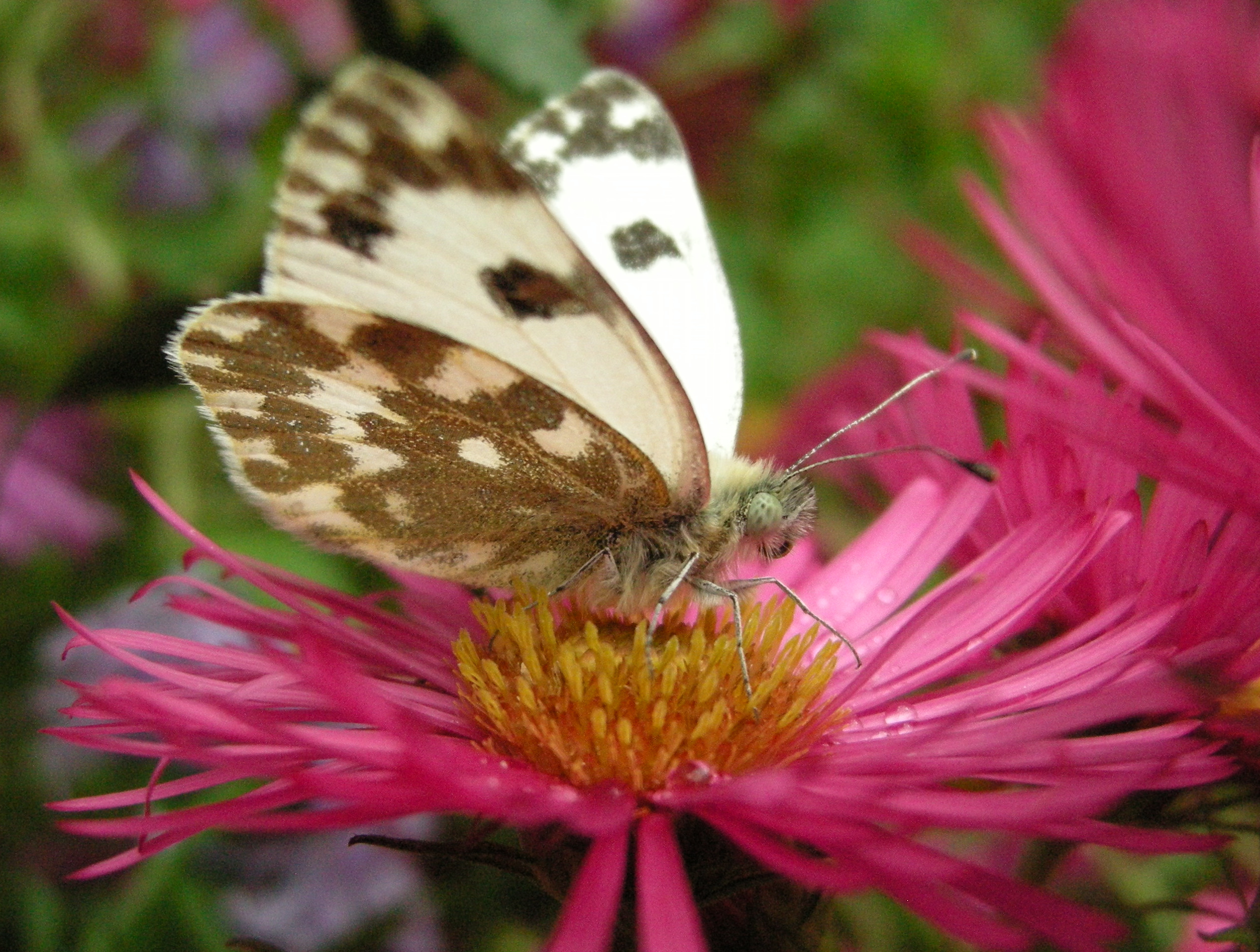
Pontia daplidice
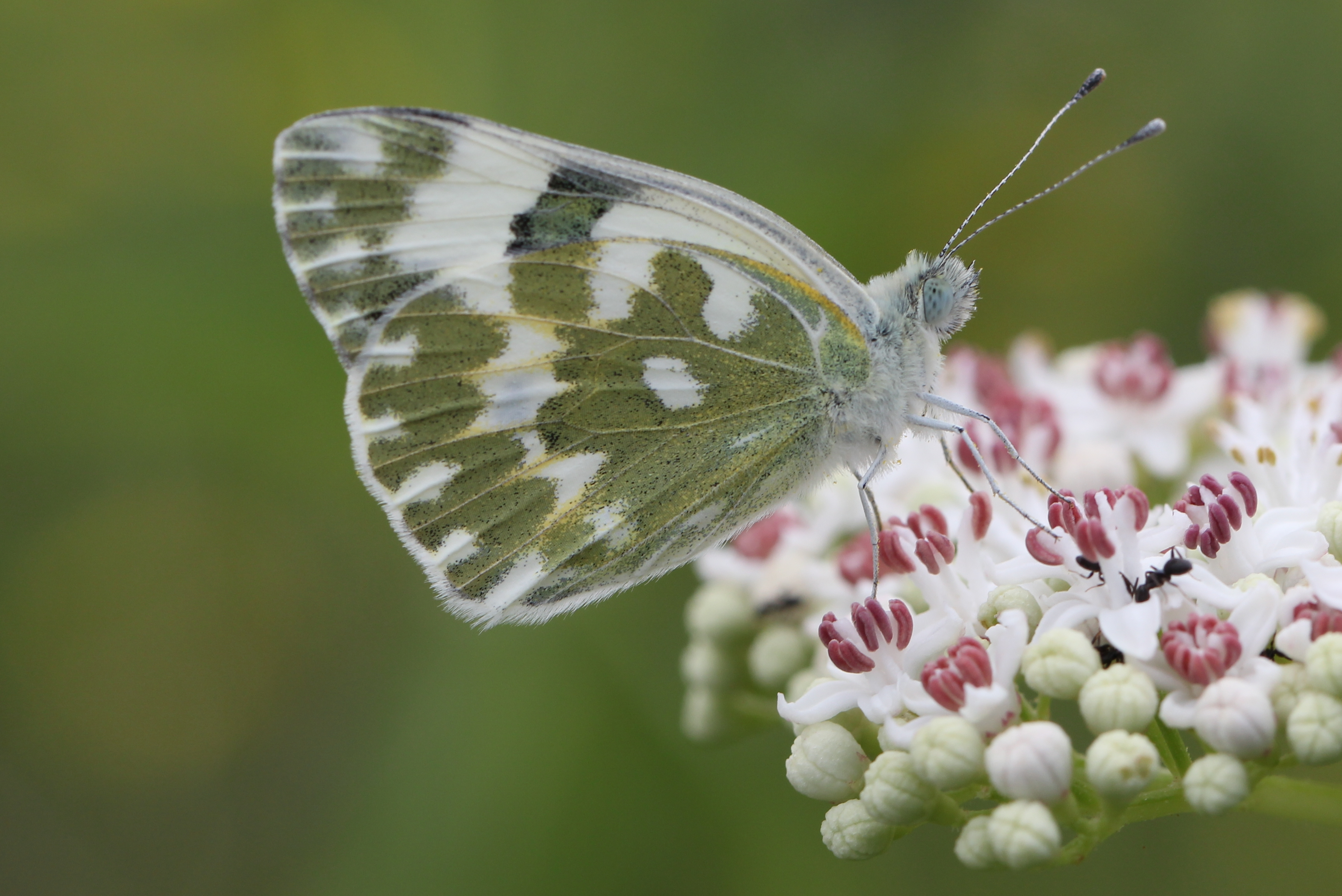
Pontia edusa
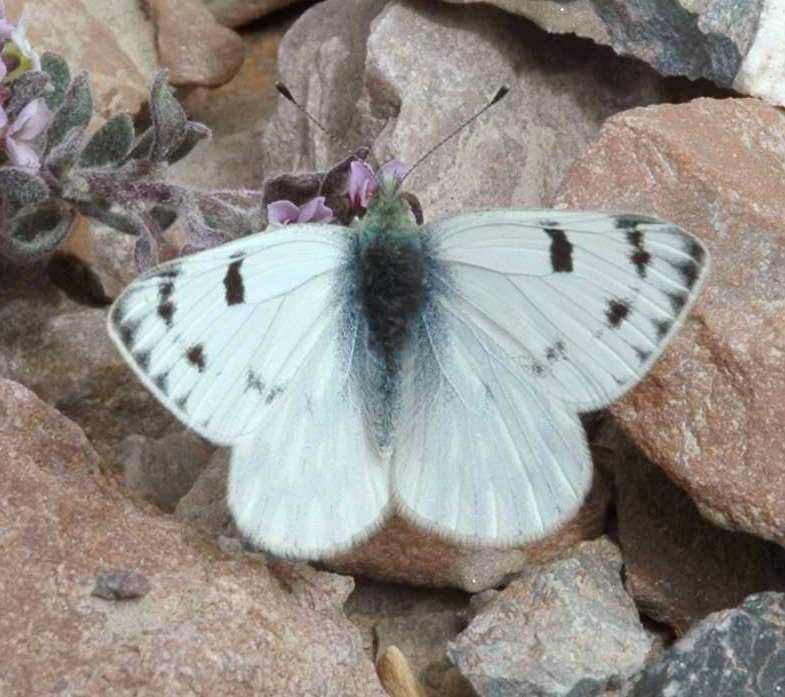
Pontia callidice
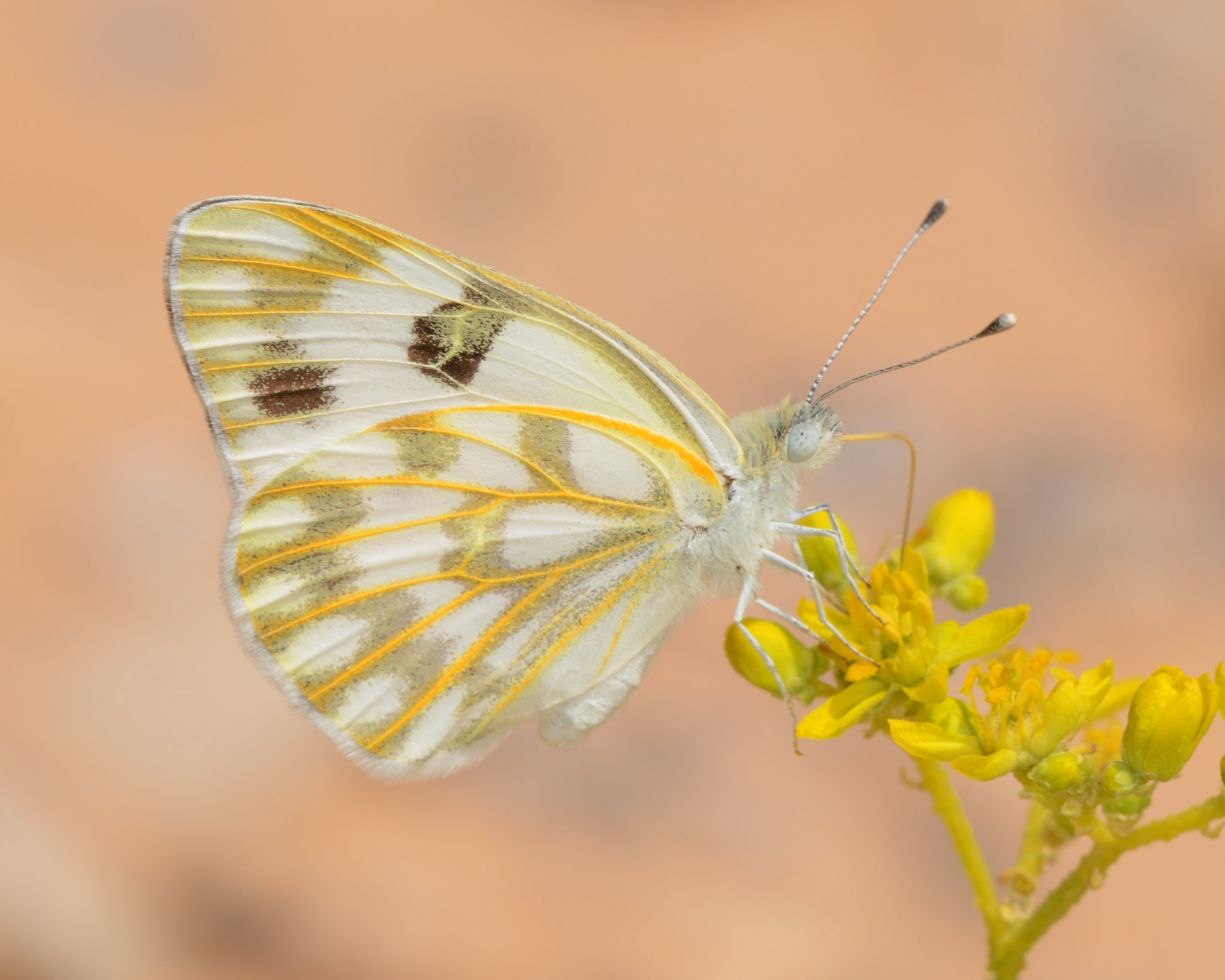
Pontia glauconome
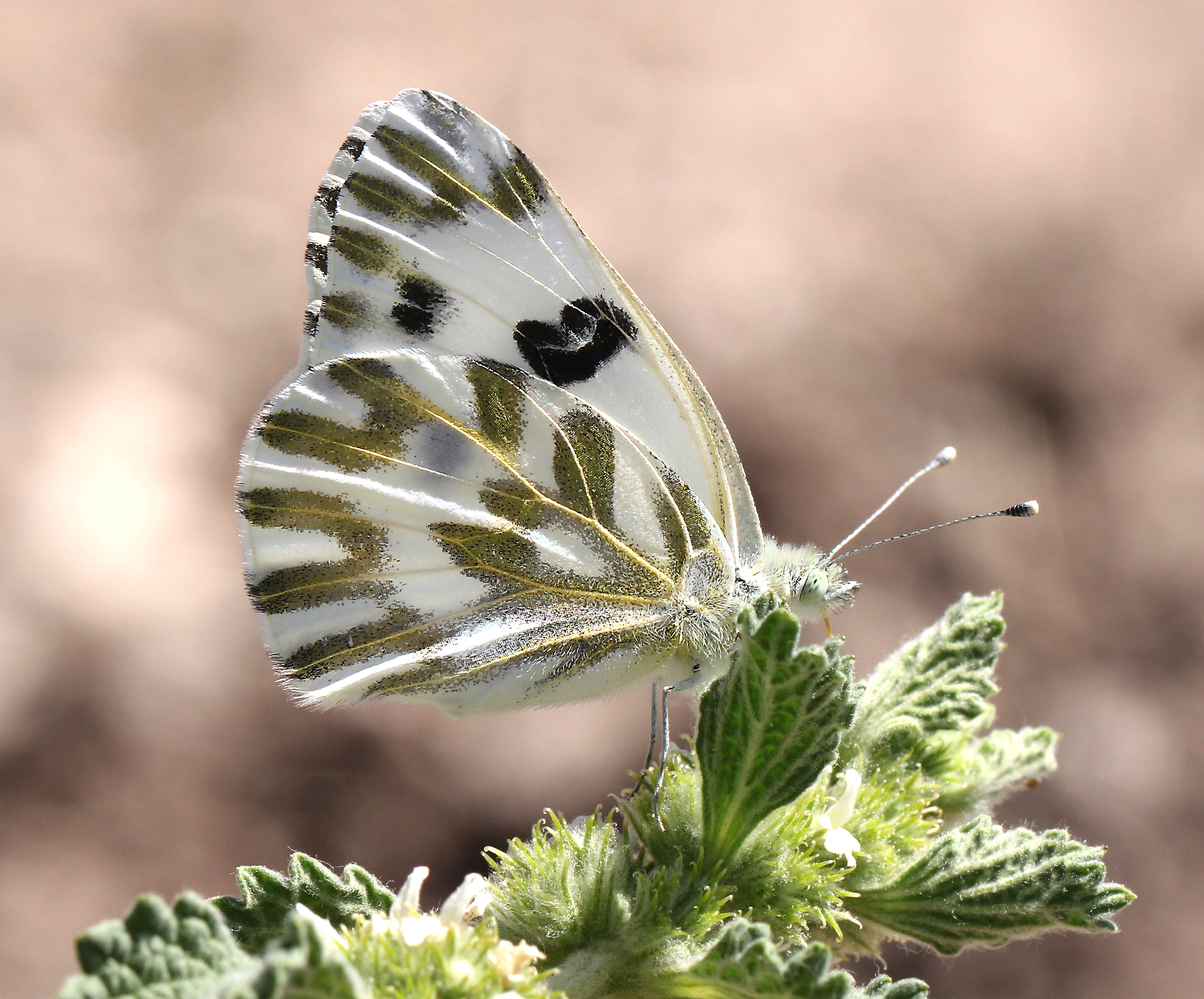
Pontia beckerii
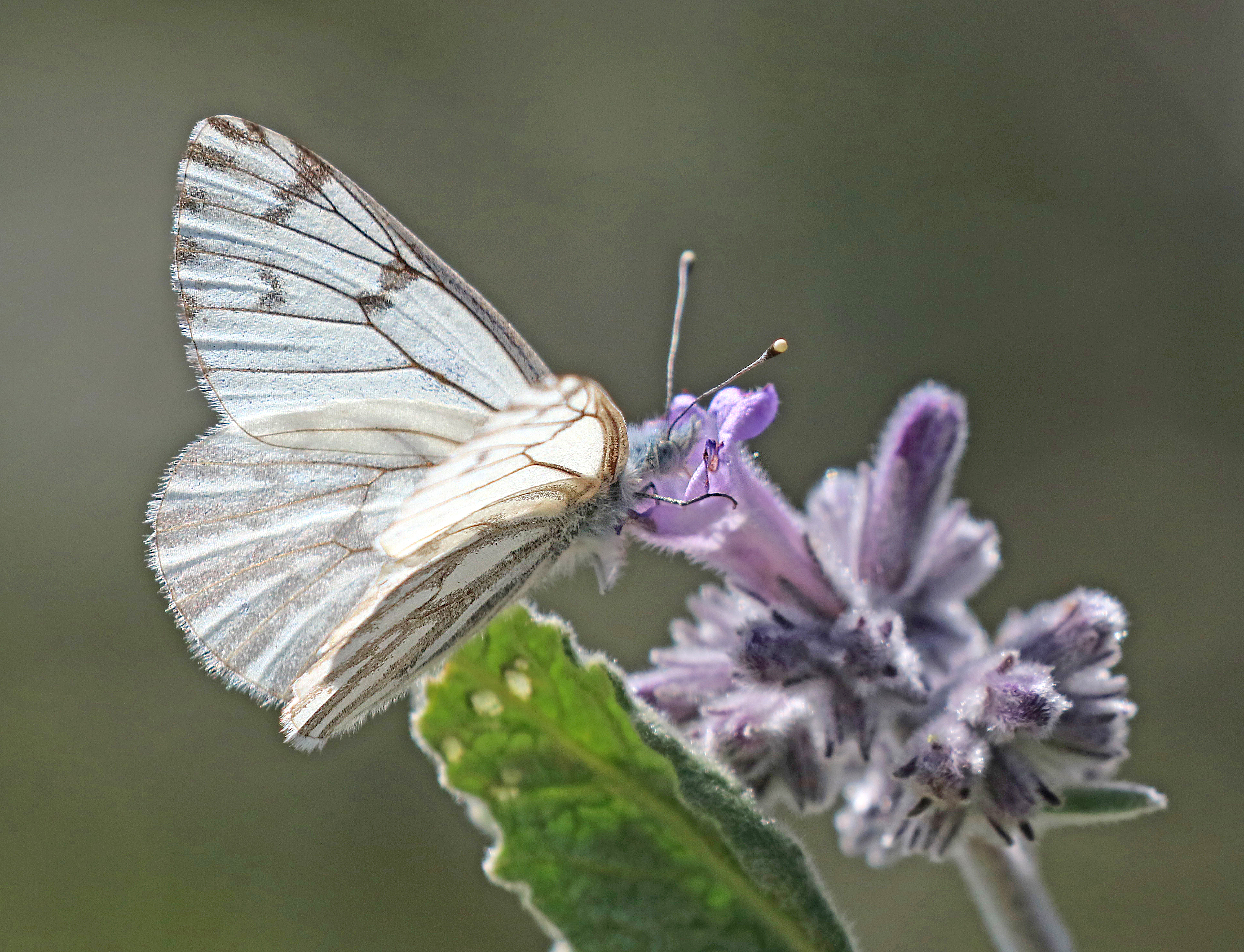
Pontia sisymbrii
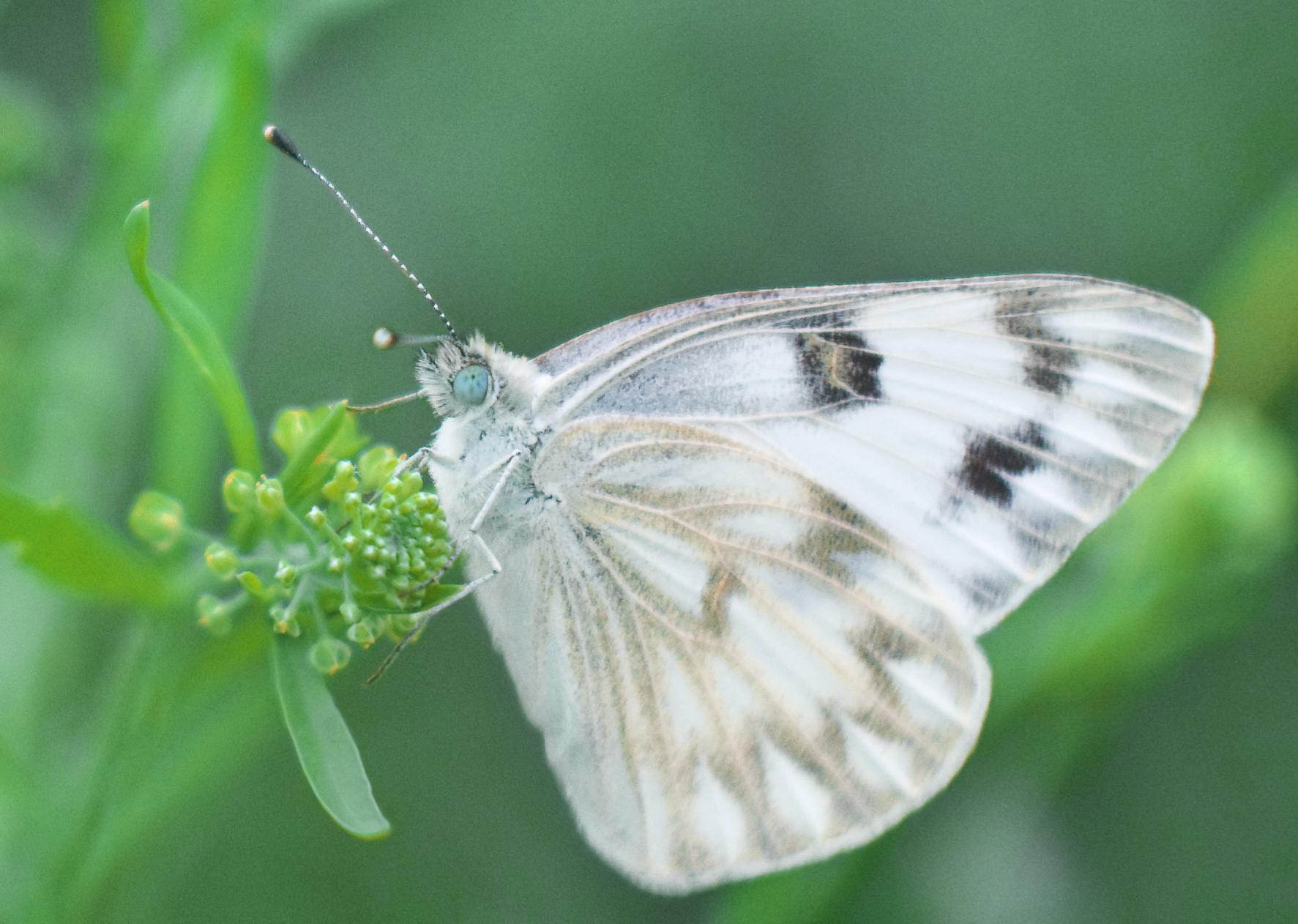
Pontia protodice
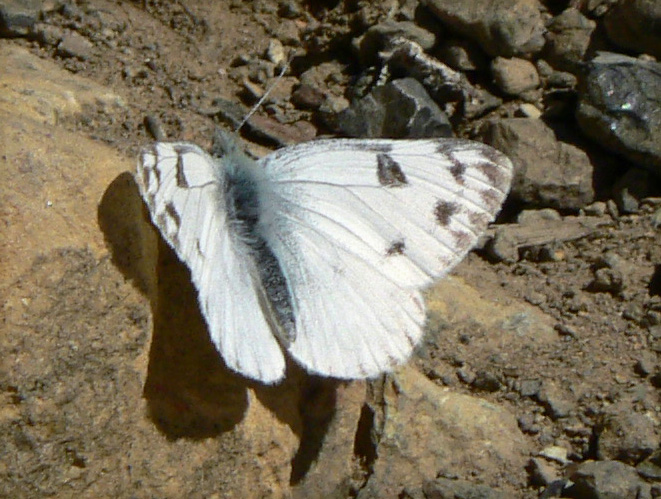
Pontia occidentalis